# Constel·lació de l'Escaire
Escaire (Norma) és una petita i poc llampant constel·lació de l'hemisferi sud situada entre Scorpius i Centaurus, entravessada per la Via Làctia, anomenada originalment Norma et Regula, fent referència a les eines del fuster: "Escaire i Nivell".

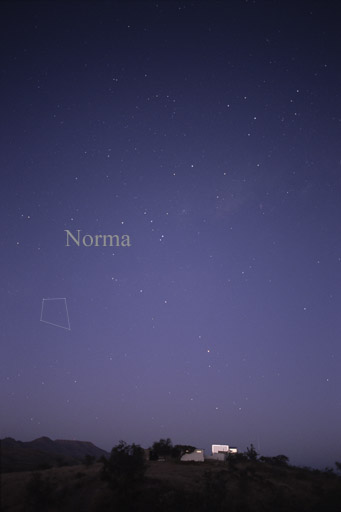

## Estrelles principals

### γ Normae
L'estrella més lluminosa, γ Normae és una doble òptica: γ ² Normae, la més brillant, és una subgegant de magnitud aparent 4,01 i distant 128 anys llum, γ ¹ Normae, de magnitud 4,97, és una supergegant distant uns 1.400 anys llum.

### Altres estrelles
R Normae és una estrella variable vermella del tipus Mira (o Ceti). La seva magnitud evoluciona entre 6,5 i 13,9 amb un període de 507,5 dies.
S Normae és una variable cefeida entre les magnituds 6,12 i 6,77 en 9,75 dies.

### Taula de les estrelles de Norma
| Estrella | Magnitud aparent | Magnitud absoluta | Distància (anys llum) | Tipus espectral |
| -------- | ---------------- | ----------------- | --------------------- | --------------- |
| γ² Nor   | 4,01             | 1,05              | 128                   | G8III           |
| ε Nor    | 4,46             | -0,98             | 400                   | B4V             |
| ι¹ Nor   | 4,63             | 1,46              | 140                   | A7IV            |
| η Nor    | 4,65             | 0,53              | 218                   | G8III           |
| δ Nor    | 4,73             | 1,84              | 124                   | Am              |
| μ Nor    | 4,86             | -5,91             | 4660                  | B0Ia            |
| κ Nor    | 4,95             | -0,69             | 438                   | G4III           |
| γ¹ Nor   | 4,97             | -3,25             | 1437                  | F9Ia            |
| θ Nor    | 5,13             | 0,35              | 295                   | B8V             |
| HR 6083  | 5,32             | -0,84             | 557                   | B6IV            |
| QU Nor   | 5,35             | -2,47             | 1195                  | B1.5Iap         |
| HR 5798  | 5,43             | -0,3              | 458                   | B9V             |
| λ Nor    | 5,44             | -0,34             | 468                   | A3Vn            |
| HR 6055  | 6,45             | -0,51             | 805                   | M2IV            |

Nota: Els valors numèrics provenen de les dades mesurades pel satel·lit Hipparcos.

## Objectes celestes
La Via Làctia travessa la constel·lació de Norma, enfosquida en el centre per una banda de pols interestel·lar.
Hostatja la nebulosa planetària Menzel 3, «la Nebulosa Formiga». Distant 6.800 anys llum, sembla el cap i el tòrax d'una formiga. Es tracta de matèria ejectada per una estrella gegant situada en el centre de la nebulosa.
Conté els cúmuls oberts NGC 6067, NGC 6087 (de la qual forma part S Normae), NGC 6134 i NGC 6187.
S'hi pot trobar també la nebulosa planetària NGC 6165.

## Història
La constel·lació de Norma va ser creada per Nicolas-Louis de Lacaille el 1752 per omplir els darrers trossos del cel austral sense denominació.Com moltes de les 14 altres constel·lacions creades per Lacaille porta el nom d'un aparell científic. Es va anomenar en un principi Norma et Regula, eines usades en aquella època pels fusters. També fou anomenada Triangle del sud (sense relació amb l'actual Triangle Austral) i Quadrat d'Euclides.